# برين لاينغن
برين لاينغن (بالإنجليزية: Brian Linighan)‏ لاعب كرة قدم إنجليزي مُحترف سابق، لَعَبَ في خط الدفاع، وُلِدَ في الثاني من تشرين الثاني 1973.
بدأ برين مسيرته الكروية مع نادي شيفيلد وينزداي، وظهر لمرة واحدة في الحادي عشر من شهر كانون الثاني عام 1994، وبِيِعَ إلى نادي بوري في عام 1998. لَعِبَ بعد ذلك خارج الدوري في أندية غينزبورو ترينتي، ويركسوب تاون، ويتبي تاون.
برين هو اللاعب الأصغر للمدافع الإنجليزي أندي لاينغن، و ديفيد لاينغن المدافع السابق لنادي إيبسوتش تاون، ولديه أخوان جون توأم.

## وصلات خارجية
- بطاقة برين على قاعدة بيانات موقع سوكر